# Li Meifang
Dans ce nom chinois, le nom de famille, Li, précède le nom personnel Meifang.
Li Meifang, née le 20 août 1978, est une coureuse cycliste chinoise. Elle a notamment été six fois championne d'Asie du contre-la-montre entre 2002 et 2008, deux fois de poursuite en 2003 et 2004, et de poursuite par équipe en 2003.

## Palmarès
- 1998
  - 2e du championnat de Chine du contre-la-montre
- 2002
  -  Championne d'Asie du contre-la-montre
- 2003
  - Championne du monde sur route B
  - Championne du monde du contre-la-montre B
  -  Championne d'Asie du contre-la-montre
- 2004
  -  Championne d'Asie du contre-la-montre
- 2005
  -  Championne d'Asie du contre-la-montre
- 2006
  -  Médaillée d'or du contre-la-montre des Jeux asiatiques
- 2007
  -  Championne d'Asie du contre-la-montre
  -  Championne de Chine du contre-la-montre
  - Tour de l'île de Chongming :
    - Classement général
    - 4e étape

  - 2e du Contre-la-montre du Tour de l'île de Chongming
  - 10e du championnat du monde du contre-la-montre
- 2008
  -  Championne d'Asie du contre-la-montre
  - Tour de l'île de Chongming :
    - Classement général
    - 2e étape

  - Contre-la-montre du Tour de l'île de Chongming

## Palmarès sur piste

### Jeux olympiques
- Athènes 2004
  - 14e de la course aux points

### Jeux asiatiques
- 2006
  -  Médaillée d'argent de la poursuite

### Championnats d'Asie
- Changwon 2003
  -  Championne d'Asie de poursuite
  -  Championne d'Asie de poursuite par équipes
- Yokkaichi 2004
  -  Championne d'Asie de poursuite